# Emäntäsaari
Emäntäsaari är en ö i Finland. Den ligger i sjön Haukivesi och i kommunen Nyslott i den ekonomiska regionen  Nyslott  och landskapet Södra Savolax, i den sydöstra delen av landet, 280 km nordost om huvudstaden Helsingfors. Öns area är 0,2 hektar och dess största längd är 60 meter i sydväst-nordöstlig riktning.